# Joseph Lange (Schauspieler)

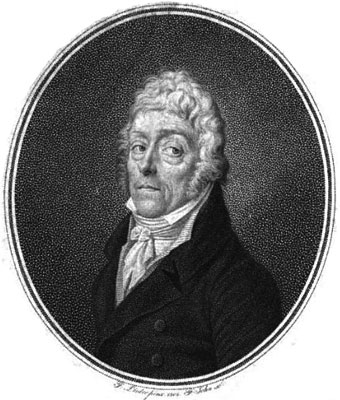
Joseph Lange (Porträt von F. J. G. Lieder, 1808)

Joseph Lange (* 1. April 1751 in Würzburg; † 17. September 1831 in Wien) war ein deutscher Schauspieler, Maler, Komponist und Schriftsteller. Er ist der Maler des wahrscheinlich populärsten Bildes seines Schwagers Wolfgang Amadeus Mozart, das vermutlich 1782/83 entstand und – wie der Musikwissenschaftler Michael Lorenz 2009 erkannte – ursprünglich auf einem Format von 19 × 15 cm nur Mozarts Kopf zeigte. Wahrscheinlich 1789 hatte er mit einer Vergrößerung des kleinen Porträts  begonnen, dem er Mozarts Oberkörper und ein Klavier hinzufügen wollte, das aber nie vollendet wurde.

## Werdegang

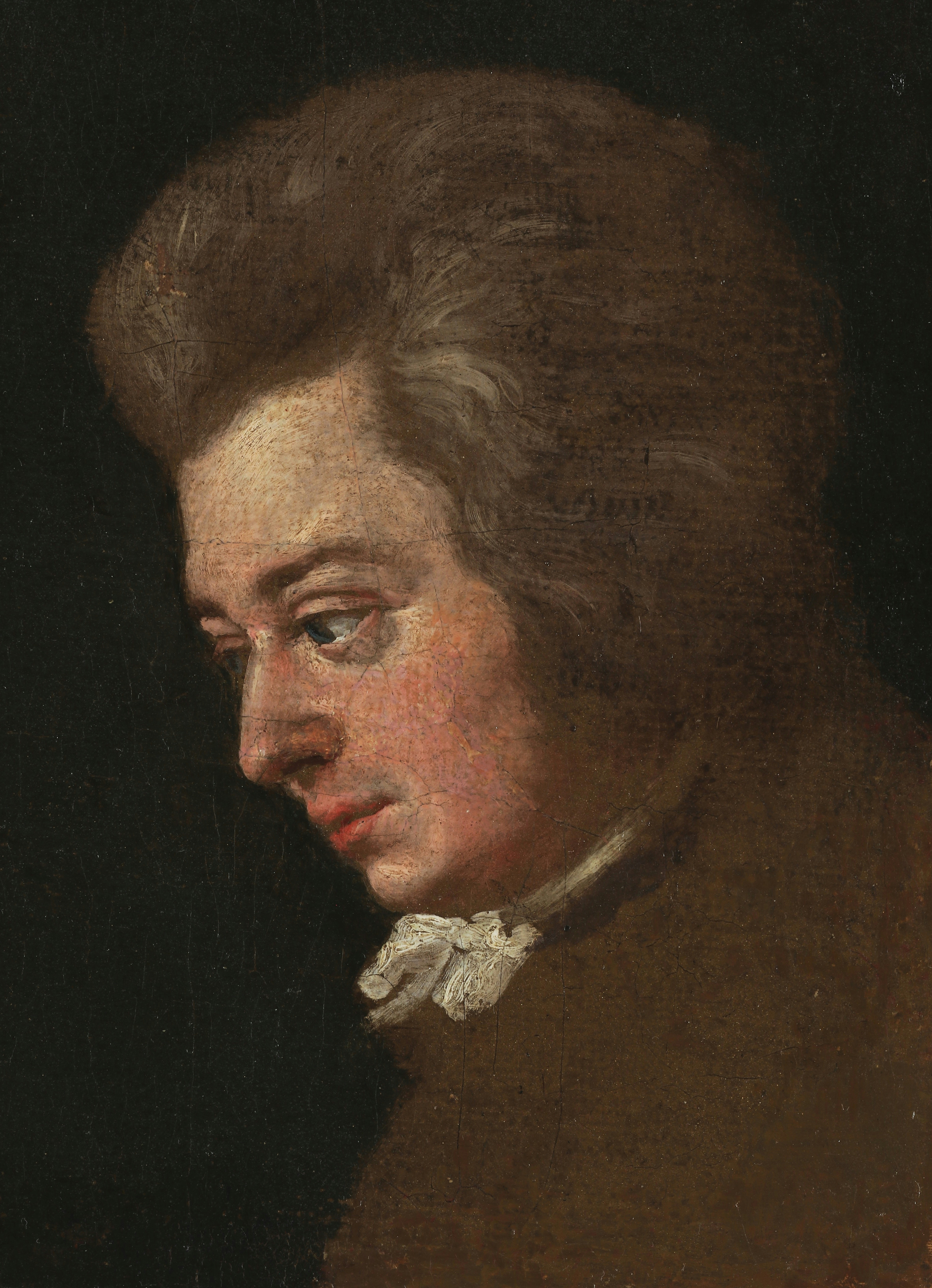
Langes Mozart-Porträt in seinem ursprünglichen Format

Joseph Lange kam 1767 nach Wien. Er wollte zunächst Maler werden und besuchte die Kunstakademie. Zusammen mit seinem älteren Bruder Michael Joseph Lange errichtete er ein Liebhaber-Theater. Joseph von Sonnenfels erkannte das Talent der Brüder und gewann beide für die große Bühne. 1770 gaben sie am Wiener Kärntnertortheater ihr Debüt bei der Uraufführung des „Brutus“ von Joachim Wilhelm von Brawe. Langes Bruder starb bereits 1771, in Sonnenfels fand er aber einen neuen Mentor. Lange spielte bis 1812 am Hoftheater.
Daneben gab Lange aber auch die Malerei nicht auf und spezialisierte sich hier besonders auf Porträts. Er komponierte überdies Operetten (etwa Adelheid von Ponthieu) und Lieder. Außerdem verfasste er eine Autobiografie, die 1808 erschien. Das 26. Kapitel darin widmete er seinem Schwager Mozart.
Lange war zweimal verheiratet. Seine erste Frau starb nach kurzer Ehe im Jahre 1779. Seine zweite Frau Luise Maria Antonia, geb. Weber, war eine erfolgreiche Sängerin und die Schwester von Constanze Mozart.

## Schriften
- Biographie des Joseph Lange, k.k. Hofschauspielers. Verlag Rehm, Wien 1808. (Digitalisat, Inhaltsverzeichnis)